# Halimium umbellatum
Halimium umbellatum är en solvändeväxtart som först beskrevs av Carl von Linné, och fick sitt nu gällande namn av Édouard Spach. Halimium umbellatum ingår i släktet Halimium och familjen solvändeväxter. Inga underarter finns listade i Catalogue of Life.

## Bildgalleri

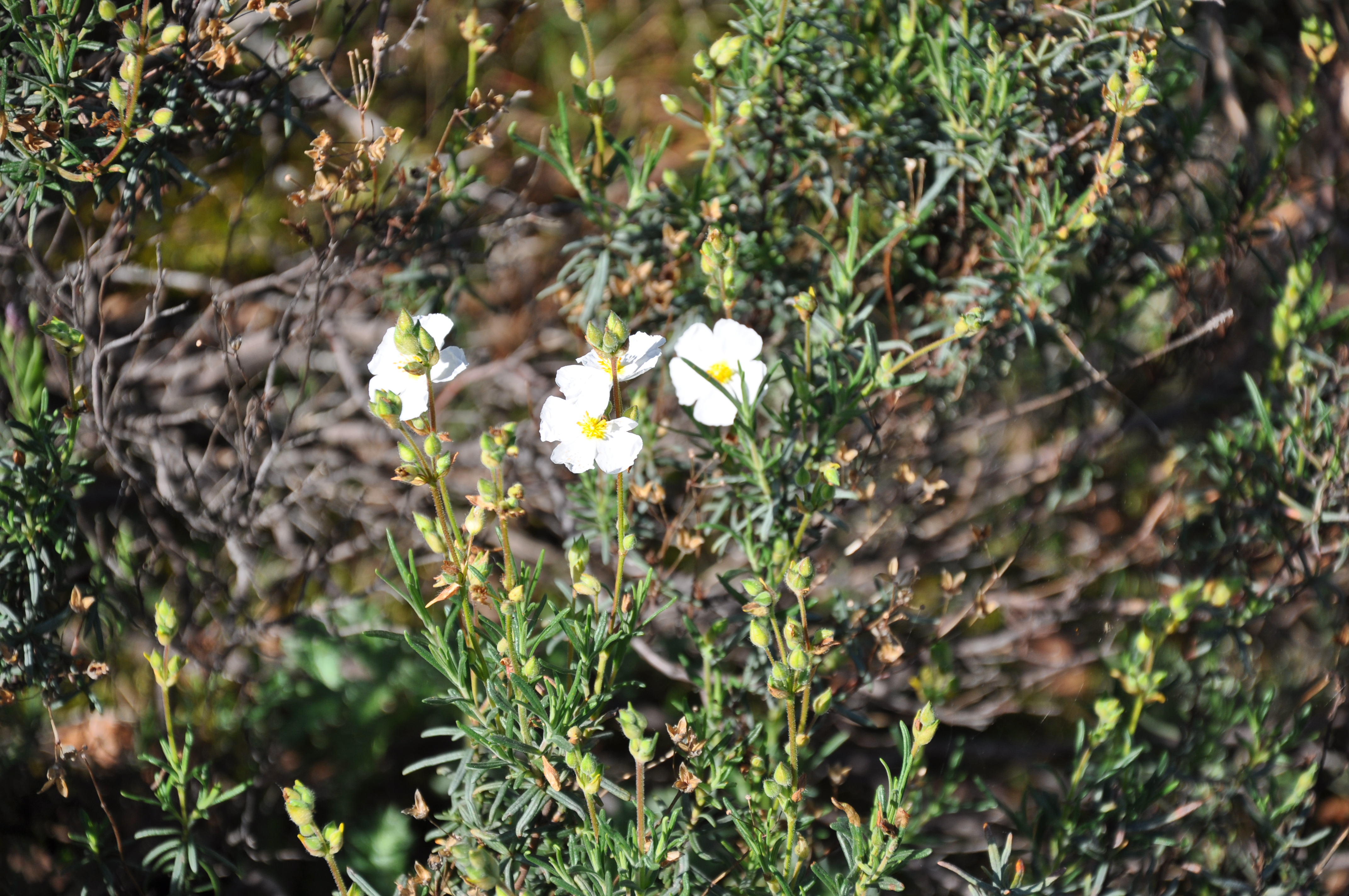
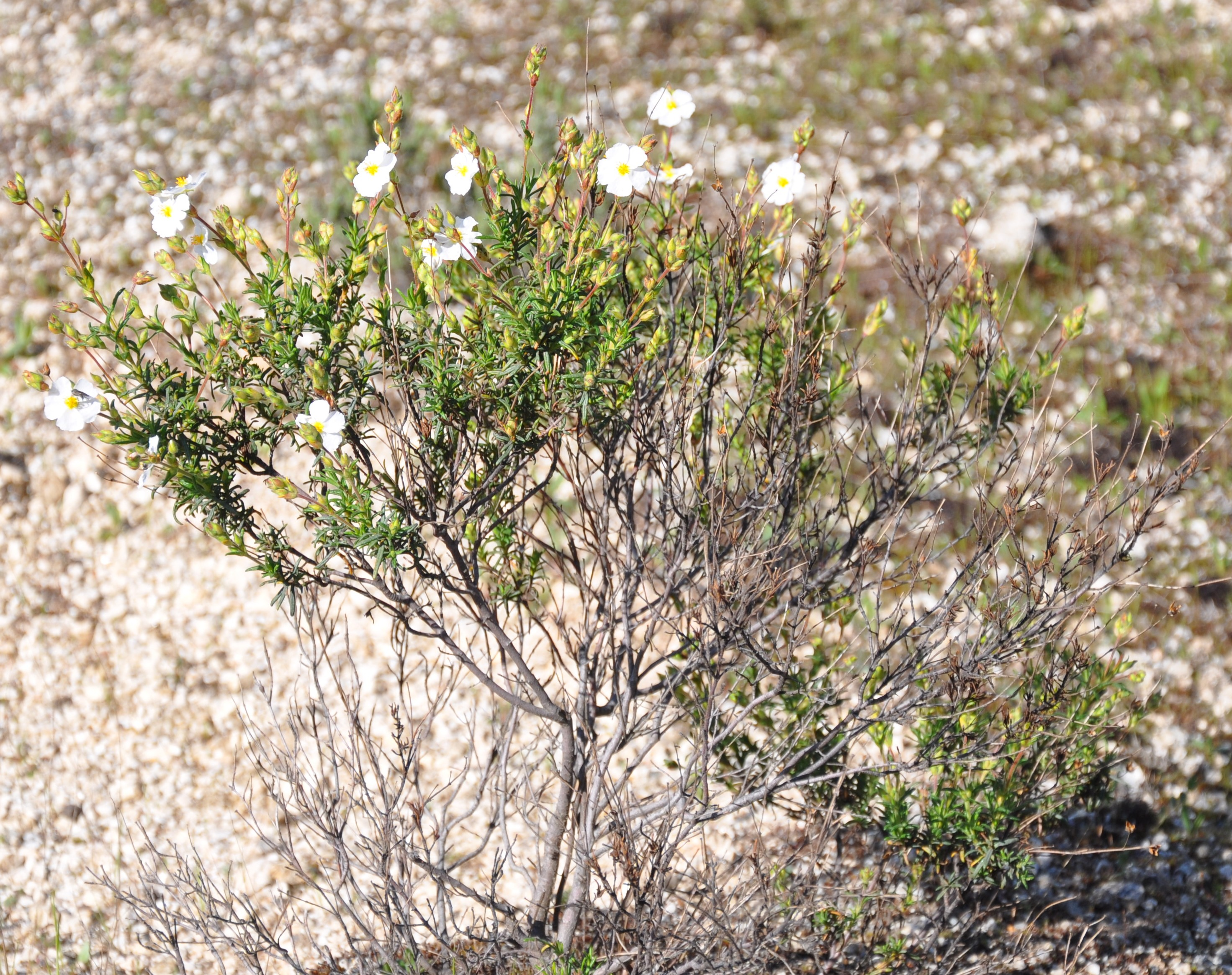
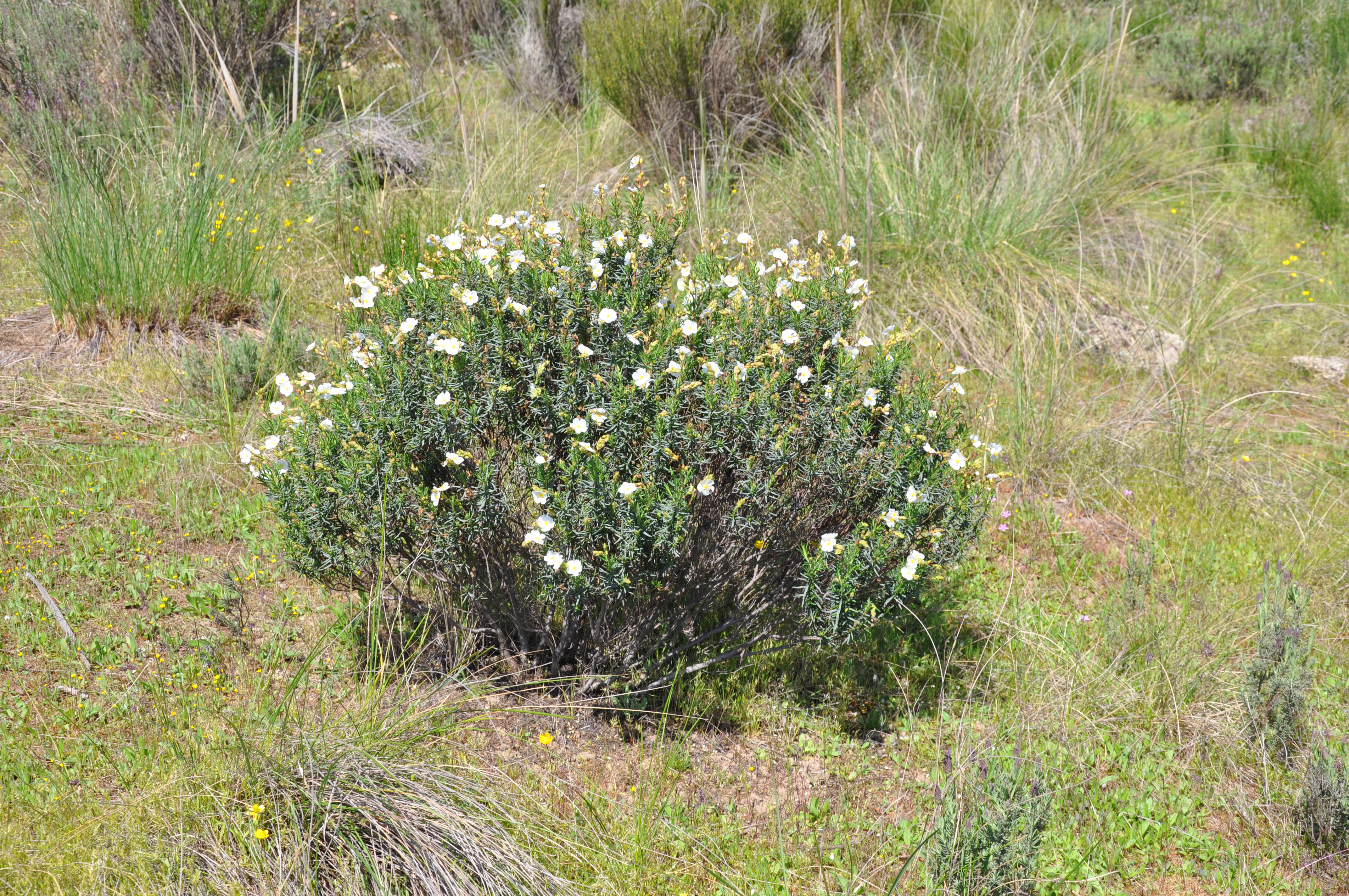
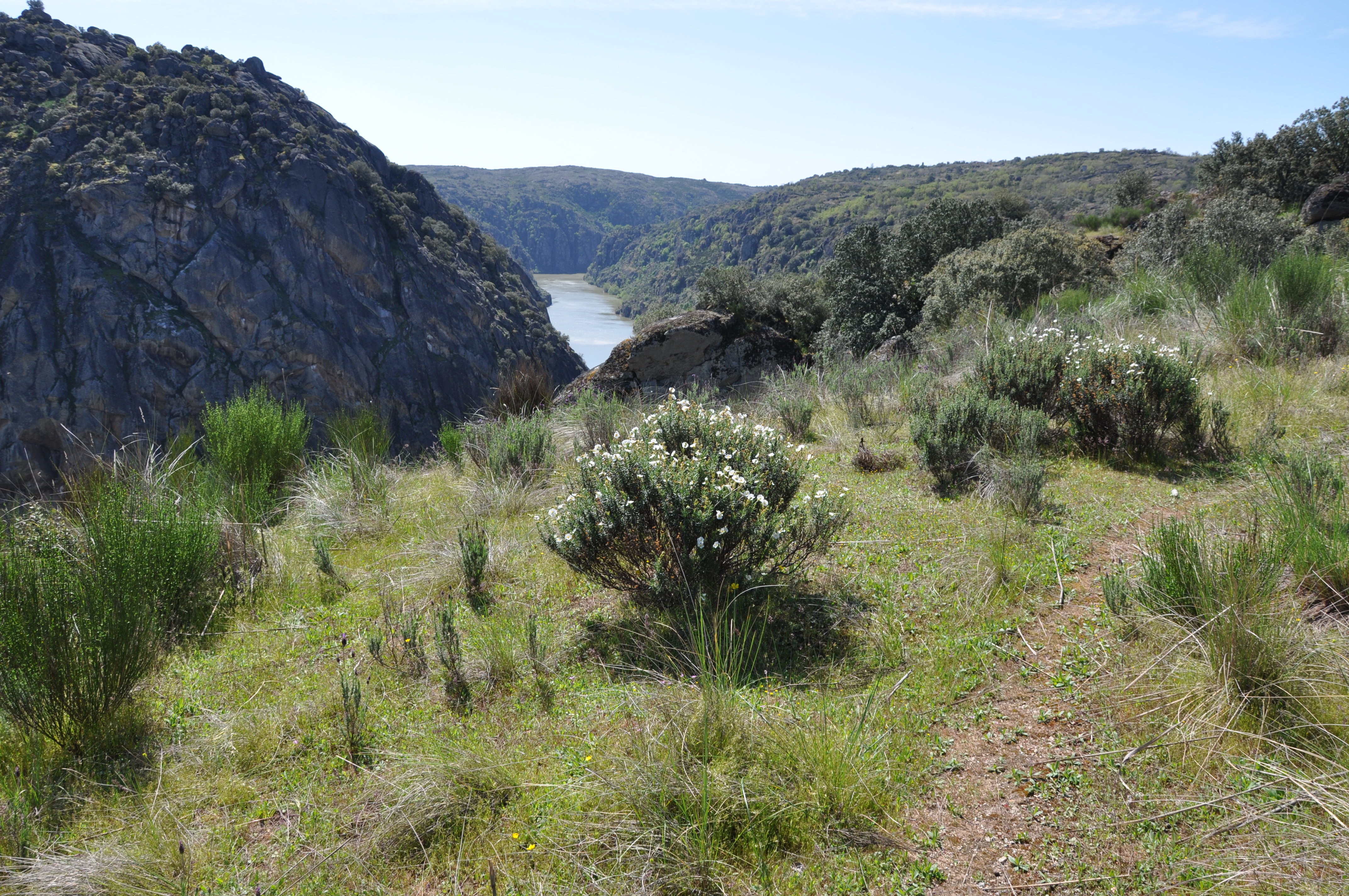
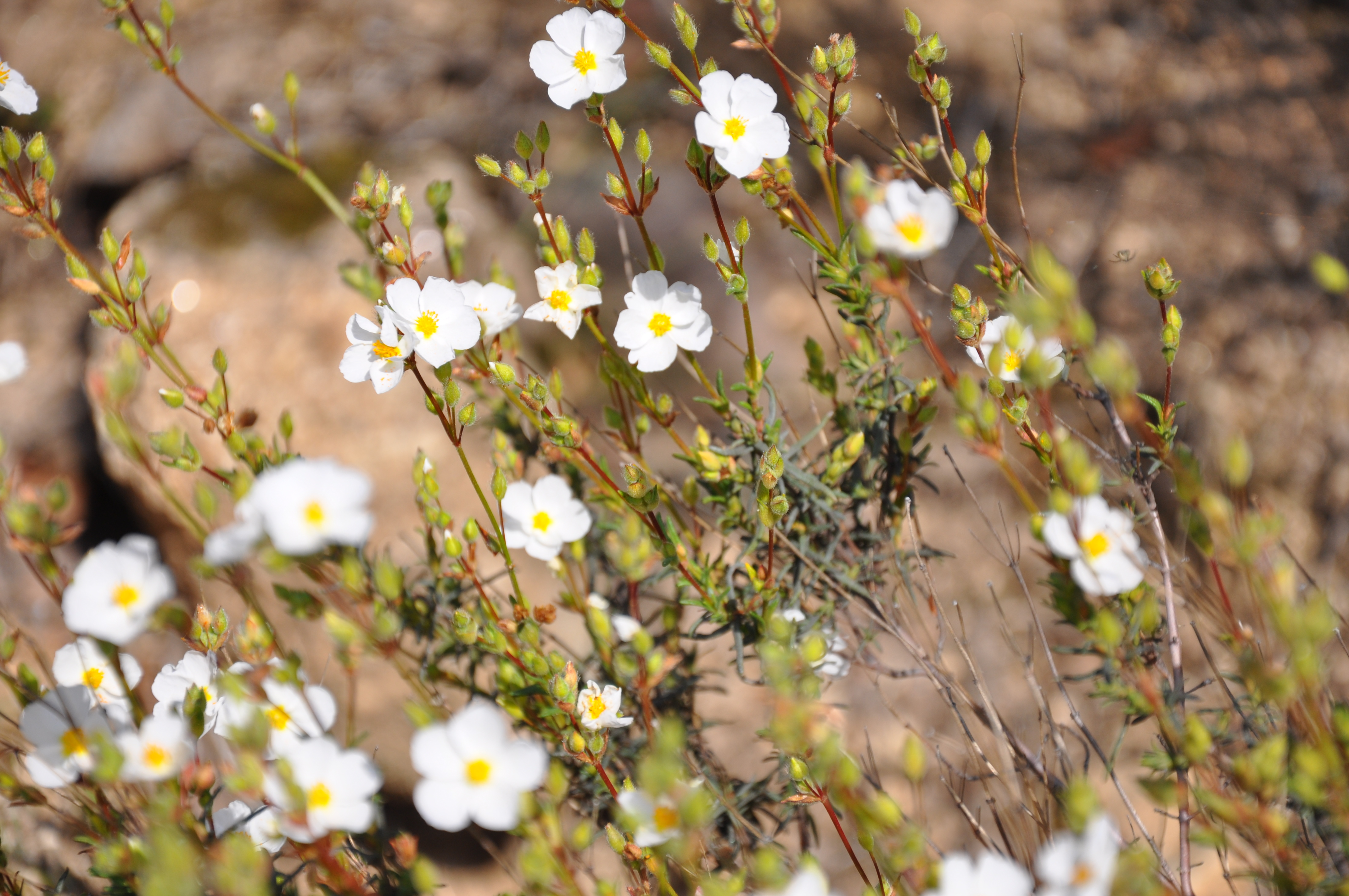
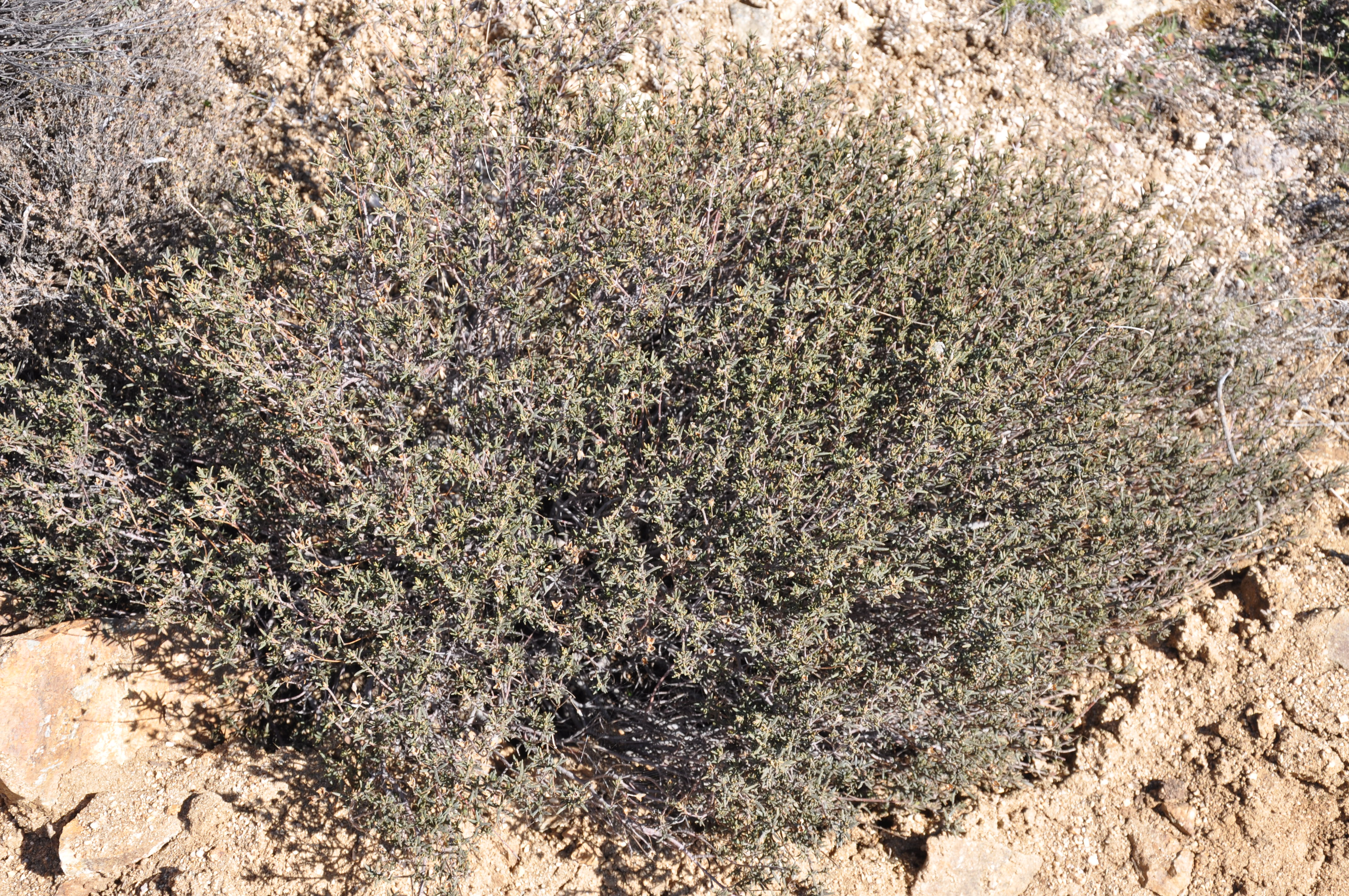